# Krattdammen
Krattdammen är en sjö i Hofors kommun i Gästrikland och ingår i Gavleåns huvudavrinningsområde. Sjön har en area på 0,284 kvadratkilometer och ligger 152,7 meter över havet. Sjön avvattnas av vattendraget Getån (Stamsån).

## Delavrinningsområde
Krattdammen ingår i det delavrinningsområde (670265-153181) som SMHI kallar för Utloppet av Krattdammen. Medelhöjden är 166 meter över havet och ytan är 1,78 kvadratkilometer. Räknas de 2 avrinningsområdena uppströms in blir den ackumulerade arean 7,66 kvadratkilometer. Getån (Stamsån) som avvattnar avrinningsområdet har biflödesordning 3, vilket innebär att vattnet flödar genom totalt 3 vattendrag innan det når havet efter 84 kilometer. Avrinningsområdet består mestadels av skog (75 procent). Avrinningsområdet har 0,28 kvadratkilometer vattenytor vilket ger det en sjöprocent på 15,7 procent.